# بيتر موران
بيتر موران (بالإنجليزية: Peter Moran)‏ هو كاهن كاثوليكي بريطاني، ولد في 13 أبريل 1935 في غلاسكو في المملكة المتحدة.